# ساموئل لوبه
ساموئل لوب (انگلیسی: Samuel Lobé؛ زادهٔ ۷ مارس ۱۹۶۷) بازیکن فوتبال اهل فرانسه است.
از باشگاه‌هایی که در آن بازی کرده‌است می‌توان به باشگاه فوتبال نانسی، باشگاه فوتبال تروا، باشگاه فوتبال لیل، و باشگاه فوتبال دیژون اشاره کرد.